# Eugenika
Treść tego artykułu może nie być zgodna z zasadami neutralnego punktu widzenia.
Dokładniejsze informacje o tym, co należy poprawić, być może znajdują się w dyskusji tego artykułu.
 Po wyeliminowaniu niedoskonałości należy usunąć szablon {{Dopracować}} z tego artykułu.

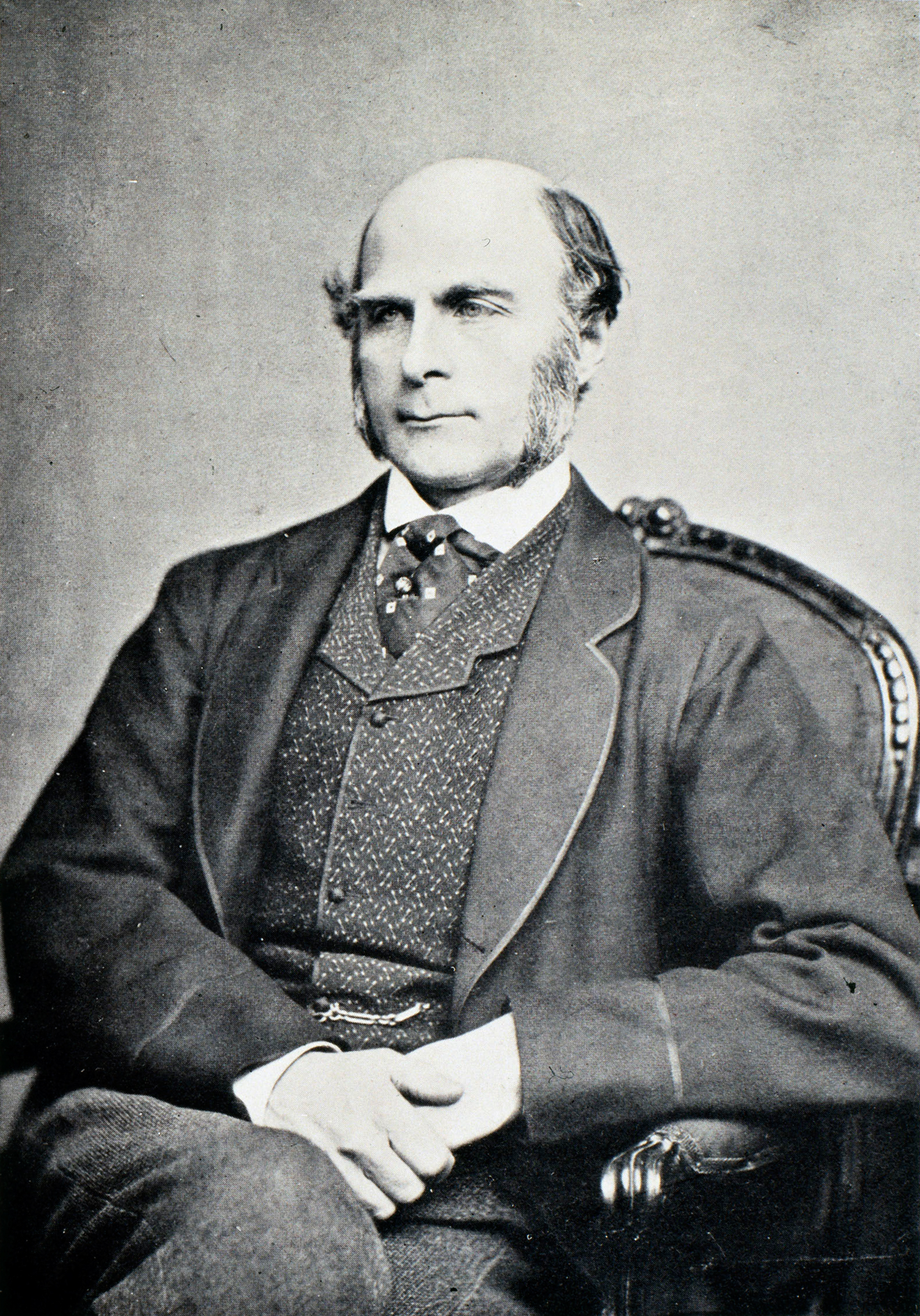
Francis Galton

Eugenika (stgr. εὐγενής, eugenes „dobrze urodzony”) – pojęcie wprowadzone w 1869 przez Francisa Galtona, kuzyna Karola Darwina, które dotyczyło selektywnego rozmnażania zwierząt, aby ulepszać gatunki z pokolenia na pokolenie, szczególnie jeśli chodzi o cechy dziedziczone. W ciągu następnych lat Galton poprawił swoją definicję, aby uwzględnić specyfikę eugeniki pozytywnej, zachęcającej do częstszego reprodukowania się najlepszych osobników oraz eugeniki negatywnej, zniechęcającej do reprodukcji osobników mniej wartościowych.
Współcześnie jest to system poglądów zakładający możliwość doskonalenia cech dziedzicznych gatunku, którego celem jest tworzenie warunków pozwalających na rozwój dodatnich cech dziedzicznych i ograniczenie cech ujemnych (w szczególności dotyczy to chorób dziedzicznych) poprzez tworzenie korzystnych warunków dla rozwoju osobników o dodatnich cechach genetycznych. W zakres eugeniki wchodzą między innymi zwalczanie chorób wenerycznych, poradnictwo genetyczne, zwalczanie alkoholizmu, propagowanie zachowań prozdrowotnych, działania w zakresie higieny psychicznej i świadome rodzicielstwo.
Negatywne konotacje pojęcia wiążą się przede wszystkim z pseudonaukową wersją eugeniki stosowanej przez reżim narodowosocjalistyczny w III Rzeszy.

## Historia
Selektywne rozmnażanie było już sugerowane przez Platona, który sądził, że reprodukcja człowieka powinna być kontrolowana przez władze. Proponował, aby selekcja była dokonywana w drodze pozorowanej loterii, kontrolowanej przez rząd, aby ludzkie uczucia nie były ranione przez świadomość zasad selekcji. W swoim dziele Państwo, Platon napisał m.in.: Zatem i medycynę, którąśmy opisali, wraz z tak pojętą umiejętnością sędziowską w naszym mieście prawem ustanowisz i one będą służyły obywatelom, których i ciała, i dusze będą udane. A których by nie, to, jeśli ciała będą mieli liche, tym pozwoli się umrzeć, a których by dusze były złej natury i nieuleczalne, tych będą sędziowie skazywali na śmierć. Innym przykładem programów eugenicznych w starożytności było praktykowane przez Spartan pozostawianie słabych dzieci na obrzeżach miast, gdzie miały umrzeć.
Jednak dopiero zasada zdefiniowana przez Galtona wiązała się bezpośrednio z pracami i nauczaniem Darwina, który sam był pod wielkim wpływem Thomasa Malthusa. Według Darwina mechanizmy naturalnej selekcji są udaremniane przez ludzką cywilizację. Jednym z celów cywilizacji jest pomoc osobnikom upośledzonym, co sprzeciwia się naturalnej selekcji odpowiedzialnej za wymieranie słabszych. Według zwolenników eugeniki, zanik efektywności selekcji może prowadzić do wzrostu liczby osobników, którzy w normalnych warunkach zostaliby wyeliminowani przez naturalne procesy selekcyjne. Proponują oni zatem promowanie działań, które miałyby równoważyć skutki zaniku mechanizmów naturalnej selekcji we współczesnej cywilizacji. Ta podstawowa zasada inspirowała liczne filozofie, teorie naukowe i pseudonaukowe oraz praktykę społeczną.
Współcześnie eugenika odnosi się do selektywnej reprodukcji człowieka, której celem jest powoływanie do życia dzieci o pożądanych cechach, zwłaszcza takich, które najlepiej spełniają kryteria rasowej czystości (eugenika pozytywna), jak również eliminację osobników noszących cechy niepożądane (eugenika negatywna). Polityka eugeniki negatywnej w przeszłości była bardzo zróżnicowana – od segregacji rasowej (USA), przez przymusową sterylizację (Szwecja), po eksterminację (Niemcy). Polityka eugeniki pozytywnej polegała często na przyznawaniu nagród czy dodatków za dodatkowe dziecko tym rodzicom, którzy spełniali kryteria eugeniki, aczkolwiek nawet tak niewinne praktyki, jak doradztwo małżeńskie, miało pewne odniesienia do ideologii eugeniki.
Jednym z najwcześniejszych orędowników idei eugenicznych (zanim zostały tak nazwane) był Alexander Graham Bell, lepiej znany jako wynalazca telefonu. W 1881 Bell badał wskaźnik głuchoty w Martha’s Vineyard w stanie Massachusetts. Wyciągnął wniosek, że głuchota była dziedziczna i zalecał zakaz zawierania małżeństw dla głuchych (Memoir upon the formation of a deaf variety of the human Race). Jak wielu innych zwolenników eugeniki, proponował kontrolę imigracji i ostrzegał, że szkoły z internatem dla głuchych mogą stać się wylęgarnią głuchego gatunku ludzkiego.

### Niemcy
Niemcy pod rządami Adolfa Hitlera zyskały niesławę za swoje programy eugeniczne, których celem było stworzenie „czystej” rasy aryjskiej (wysokich blondynów o niebieskich oczach). Naziści prowadzili szeroko zakrojone, często okrutne eksperymenty na ludziach, aby przetestować swoje teorie genetyczne. W latach 30. i 40. reżim nazistowski przeprowadzał sterylizację setek tysięcy umysłowo upośledzonych ludzi i w przymusowych programach zabijał dziesiątki tysięcy osób uznanych instytucjonalnie za upośledzonych (tzw. Akcja T4).

### Stany Zjednoczone
Krajem, w którym istniał drugi co do skali ruch eugeniczny, były Stany Zjednoczone. To właśnie w USA eugenika przeszła od dywagacji akademickich do zastosowań praktycznych. Nazistowskie Niemcy zaadaptowały ją dopiero 43 lata później. Począwszy od stanu Connecticut w 1896, wiele stanów wprowadziło prawo małżeńskie oparte na kryteriach eugenicznych, które zabraniały ożenku epileptykom oraz ograniczonym i niedorozwiniętym umysłowo. Charles B. Davenport, prominentny biolog amerykański, przyjął na siebie rolę dyrektora stacji badawczej w Cold Spring Harbor, gdzie rozpoczął eksperymenty z ewolucją roślin i zwierząt – fundusze z Carnegie Institution pozwoliły na założenie Station of Experimental Evolution. W 1910 powstało biuro statystyczne Eugenics Record Office, a Davenport i Harry H. Laughlin rozpoczęli promowanie eugeniki. W następnych latach biuro zgromadziło duże ilości drzew genealogicznych, z których wywnioskowało, że osoby „nieprzydatne” wywodziły się z rodzin upośledzonych ekonomicznie i społecznie. Eugenicy tacy jak Davenport, psycholog Henry H. Goddard i działacz ochrony przyrody Madison Grant (wszyscy bardzo ówcześnie szanowani), rozpoczęli kampanię na rzecz rozmaitych rozwiązań problemu „nieprzydatnych” – Davenport sprzyjał przede wszystkim ograniczeniom imigracyjnym i sterylizacji, Goddard dawał pierwszeństwo segregacji (The Kallikak Family), Grant opowiadał się za wszystkimi tymi metodami, a nawet posuwał się do wysuwania idei eksterminacji. Metody badawcze, które dzisiaj są uważane za wysoce niedoskonałe, wtedy były uznawane za uprawnione metody naukowe, chociaż spotykały się także z krytyką naukową (szczególnie Thomasa Hunta Morgana).
Specyficzną demonstracją potrzeby sterylizacji osób „nieprzydatnych społecznie” była akcja amerykańskich eugeników, którzy rozdawali niepiśmiennym osobom transparenty z napisami w rodzaju „Nie potrafię przeczytać tego transparentu. Jakim prawem mam dzieci?” i zlecali im paradowanie po Wall Street.
Od 1920 techniki eugeniczne w USA wspierała także organizacja American Birth Control League założona przez działaczkę na rzecz planowania rodziny Margaret Sanger. W 1922 Sanger wydała książkę pt. Pivot of Civilization, w której m.in. krytykowała dobroczynność i akcje charytatywne jako „sentymentalne i patriarchalne” oraz postulowała konieczność pilnej „segregacji i sterylizacji” kobiet należących do „klasy debili” przed osiągnięciem wieku rozrodczego. W kolejnych publikacjach zwalczała rodziny wielodzietne.
W 1924 przyjęto ustawę Immigration Restriction Act, w której eugenicy odgrywali wiodącą rolę ekspertów w debacie kongresowej, ostrzegając przed „podrzędnym asortymentem” z Europy południowej i wschodniej. Ustawa zredukowała liczbę imigrantów z zagranicy do 15% wielkości z poprzednich lat, aby kontrolować udział „nieprzydatnych” osobników wjeżdżających do kraju, i wzmacniała istniejące prawa dążące do niemieszania ras i utrzymywania niezmienionej puli genetycznej. Względy eugeniczne leżały także u podstawy przyjęcia prawa dotyczącego kazirodztwa w większej części Stanów Zjednoczonych.
Niektóre stany praktykowały sterylizację osób upośledzonych przez większość XX w. Amerykański Sąd Najwyższy w 1927 ogłosił werdykt w tzw. sprawie Buck vs. Bell, uznając, że stan Wirginia może sterylizować osoby uznane za nieprzydatne. Między 1907 a 1963 w Stanach Zjednoczonych, na mocy ustawodawstwa eugenicznego, przymusowo wysterylizowano ponad 64 tys. osób. Gdy nazistowscy administratorzy byli sądzeni w Norymberdze za zbrodnie wojenne, usprawiedliwiali masowe sterylizacje (ponad 450 tys. w ciągu niecałej dekady), wskazując na Stany Zjednoczone jako źródło inspiracji.

### Szwecja
Najdłużej, bo ponad 40 lat, program eugeniczny był prowadzony w Szwecji. W maju 1921 Riksdag przyjął ustawę o powołaniu Państwowego Instytutu Higieny Rasy (Statens institut för rasbiologi) w Uppsali, kierowanego kolejno przez Hermana Lundborga i Gunnara Dahlberga.
W latach 1934–1975, w czasie rządów Szwedzkiej Socjaldemokratycznej Partii Robotniczej, wysterylizowano tam 63 tys. osób „nieprzydatnych” lub „niedostosowanych społecznie”.
W projekt eugeniczny w Szwecji, od strony praktycznej, jak i ideologicznej, zaangażowane było wielu przedstawicieli elit politycznych i intelektualnych, stąd po jego zakończeniu unikano debaty na ten temat. Jako podstawę teoretyczną wykorzystano m.in. prace Lundborga i Dahlberga oraz noblistów Alvy i Gunnara Myrdalów. Informacje o przymusowej sterylizacji ujrzały światło dzienne w szwedzkiej prasie w 1997 w atmosferze skandalu i doprowadziły do powołania komisji, która w 1999 przyznała odszkodowania części poszkodowanych.

### Polska
Także w Polsce na początku XX w. eugenika znalazła wielu zwolenników. W 1922 powstało Polskie Towarzystwo Eugeniczne, które w latach 30. liczyło blisko 10 tys. członków, w tym wielu lekarzy i naukowców. Jego twórcą był Leon Wernic – lekarz i działacz społeczny, inicjator powołania Ministerstwa Zdrowia Publicznego. Współtwórcą oraz prezesem Towarzystwa Eugenicznego był Leon Drożyński. Innymi osobami, które należąc do ruchu eugenicznego pełnili funkcje ministerialne, byli: Witold Chodźko, Tomasz Janiszewski, Stefan Kramsztyk, Edward Loth.
Polscy eugenicy w latach 1934–1938 próbowali przeforsować ustawy wprowadzające przymusową sterylizację, m.in. alkoholików i epileptyków. Niektórzy z nich, np. Karol Stojanowski, wiązali poglądy eugeniczne z rasistowskimi, pisząc, m.in. że „kwestia żydowska w Polsce należy do centralnych zagadnień eugeniki polskiej” oraz że „asymilacja Żydów jest ze względów eugenicznych niepożądaną. Muszą oni bądź to wyemigrować, bądź to ograniczywszy swój przyrost naturalny, po prostu wymrzeć”. Mimo doświadczeń z czasów hitleryzmu nie wszyscy polscy eugenicy zmienili po wojnie poglądy, a w 1947 reaktywowano nawet Polskie Towarzystwo Eugeniczne, którego działalność zamarła w latach 50.

### Inne kraje
Incydenty eugeniczne miały miejsce w Danii, Kanadzie, Australii, Norwegii, Finlandii, Estonii, Szwajcarii i Islandii w stosunku do osób, które uznano za umysłowo niedorozwinięte. W krajach komunistycznych (ZSRR, Czechosłowacja) przymusowej sterylizacji poddawano osoby należące do grup społecznych uznawanych przez władze za pasożytnicze lub reakcyjne.
Rozmaici autorzy, zwłaszcza Stephen Jay Gould, wielokrotnie twierdzili, że restrykcje dotyczące imigracji przyjęte przez Stany Zjednoczone w latach 20. (zrewidowane w 1965) były motywowane celami eugeniki, a w szczególności pragnieniem wyłączenia „niższych” ras z narodowej puli genetycznej. We wczesnych latach XX w. Stany Zjednoczone i Kanada przyjmowały znaczną liczbę imigrantów z południowej i wschodniej części Europy. Wpływowi eugenicy, jak Lothrop Stoddard i Harry Laughlin (który w 1920 był świadkiem-ekspertem w House Committee on Immigration and Naturalisation), argumentowali, że istnieją niższe rasy, które skażą narodową pulę genetyczną, jeśli napływ imigrantów nie zostanie ograniczony.
Jest sporne, czy zachęciło to zarówno Kanadę, jak i Stany Zjednoczone do przyjęcia praw tworzących hierarchię narodowości, klasyfikujących je od najbardziej pożądanych imigrantów anglosaskich i nordyckich, aż po chińskich i japońskich, którym niemal zupełnie zabroniono wjeżdżania do kraju. Jednak wiele osób, w szczególności Franz Samelson, Mark Snyderman i Richard Herrnstein, argumentowało, badając zapisy z debat kongresowych na temat polityki imigracyjnej, że w rzeczywistości Kongres nie zwrócił żadnej uwagi na te czynniki. Utrzymują oni, że ograniczenia były w pierwszym rzędzie motywowane chęcią utrzymania kulturowej integralności kraju wobec silnego napływu obcokrajowców.
Niektóre osoby, abstrahując od ich wsparcia dla idei eugeniki, utrzymują, że legislacja eugeniczna ma również inne zalety; Margaret Sanger, założycielka organizacji Planned Parenthood of America, inicjatorka akcji Czarnuch i feministka, uważała ją za użyteczne narzędzie w walce o legalizację antykoncepcji. W owym czasie eugenika była uważana przez wielu naukowców za postępową, za naturalne zastosowanie wiedzy o rozmnażaniu w sferze ludzkiego życia. Przed pojawieniem się obozów śmierci w czasie II wojny światowej pomysł, że eugenika mogłaby prowadzić do ludobójstwa, nie był poważnie rozważany.

## Eugenika współcześnie
Chociaż eugenika została powszechnie potępiona w chwili jej ostatecznego stoczenia się w czasie Holokaustu, jej idee trwają we współczesnej kulturze pod innymi nazwami. Wkrótce po drugiej wojnie wielu eugeników w Stanach Zjednoczonych zdało sobie sprawę, że eugenika gwałtownie traci swoją popularność i ukuło termin „kryptoeugenika” do opisania tego, co powinno być uczynione: ukrycia eugeniki. Wielu wybitnych eugeników w powojennym świecie zostało szanowanymi antropologami, biologami i genetykami, jak Robert Yerkes w USA czy Otmar von Verschuer w Niemczech. Kalifornijski eugenik Paul Popenoe oraz związana z ruchem eugenicznym Margaret Sanger zostali założycielami poradni „świadomego” macierzyństwa lub klinik aborcyjnych.
Sporadycznie rozmaite opinie na temat rasy, polityki imigracyjnej, ubóstwa, przestępstw czy zdrowia umysłowego są określane jako „kryptoeugeniczne”, jednak nie jest to często używany termin.
Amerykańskie podręczniki akademickie w okresie od lat 20. do 40. XX w. zawierały niejednokrotnie rozdziały chwalące postęp techniczny, który pozwoli zastosować zasady eugeniki w życiu społecznym. Wiele ówczesnych czasopism naukowych poświęconych badaniom dziedziczności było prowadzonych przez eugeników i zamieszczało artykuły na ten temat obok studiów nad dziedzicznością u innych organizmów. Po drugiej wojnie, gdy eugenika straciła swoją popularność, wiele odniesień do niej zostało usuniętych zarówno z podręczników, jak i kolejnych wydań czasopism (które niejednokrotnie zmieniały swoje nazwy, np. „Eugenics Quarterly” w 1969 przybrał nazwę „Social Biology”).
W 1977, na fali zainteresowania tematem zrównoważonego rozwoju i inspiracji raportem „Granice wzrostu”, ukazała się książka „Ecoscience”, której autorzy rozważali wprowadzenie „globalnego reżimu” w celu radykalnego obniżenia przyrostu naturalnego. Cel ten miał być osiągnięty przez przymusową aborcję, odbieranie „nielegalnych” dzieci samotnym matkom i masową sterylizację za pomocą leków dodawanych do wody. Koncepcje te pojawiły się po raz pierwszy w 1968 w książce Paula R. Ehrlicha „The Population Bomb”.
Historia eugeniki i samo pojęcie stały się ponownie tematem dyskusji w ostatniej dekadzie XX w., gdy znaczące postępy poczyniła genetyka. Takie przedsięwzięcia naukowe jak Human Genome Project uczyniły ponownie realnymi skuteczne modyfikacje genetyczne w organizmach ludzkich – przynajmniej w ocenie wielu komentatorów – tak jak pierwotna teoria ewolucji Darwina w latach 80. XIX w. czy ponowne odkrycie praw Mendla w XX w. Różnica jest tym razem taka, że eugenika jest teraz terminem negatywnym, a nie pozytywnym.

## Eugenika z naukowego punktu widzenia
Z punktu widzenia współczesnej genetyki eugenika jest uznawana za pseudonaukę, choć jej twórcy nie mogli mieć świadomości, na jak wątłych podstawach naukowych była ona oparta (struktura DNA została odkryta w 1953). Współcześnie jest pewne, iż nawet bardzo dokładne zastosowanie zasad eugeniki w celu wyeliminowania z populacji wadliwych genów jest pozbawione większego sensu, wpływa na to kilka elementów:
- Wskutek zjawiska tzw. zrównoważonego polimorfizmu dochodzi do cyklicznego odtwarzania patologicznych genów w populacji.
- Większość chorób genetycznych ma charakter monogeniczny (przyczyną dysfunkcji jest jeden wadliwy gen) i wywołana jest przez tzw. geny recesywne, które z kolei ujawniają się tylko u homozygot (osobnik z dwiema kopiami recesywnego genu), a jednostki heterozygotyczne (jedna kopia genu recesywnego), przeważające w każdej populacji, przekazują geny recesywne swojemu potomstwu, które staje się nosicielami wadliwego genu – choroby genetyczne i wadliwy materiał genetyczny krążą zatem w populacji w formie ukrytej, gdyż nie da się ich wcześniej wykryć, dopóki nie powstanie homozygota. Z tego punktu widzenia selekcja metodami eugenicznymi jest bezcelowa – aby była ona skuteczna należałoby zastosować tzw. selekcję absolutną, czyli nie dopuszczać do rozrodu żadnego osobnika dotkniętego chorobą genetyczną przez kilkadziesiąt pokoleń. Obliczono, iż potrzeba 22 pokoleń tego typu selekcji (czyli ok. 450–500 lat) – wtedy uzyskanoby zmniejszenie częstości występowania danej choroby dziedzicznej z 1 do 0,1%. Natomiast dalsze obniżenie częstości występowania choroby do 0,01% wymagałoby zastosowania takiej selekcji przez 68 pokoleń (ok. 1300–1400 lat)[22].
- Ogromna większość cech dziedzicznych przydatnych w społeczeństwie, z punktu widzenia interesów państwa (np. wybitne zdolności, inteligencja, geniusz, cechy osobowości) powstaje na tle poligenicznym (jest kształtowana przez wiele genów), zatem powstanie wybitnie uzdolnionej jednostki jest kwestią przypadkowego doboru genów i powstania pożądanej ich kombinacji. Według badań (z zakresu zarówno analizy statystycznej, jak i genetyki) prawdopodobieństwo, iż np. potomstwo geniuszy będzie podobnie uzdolnione jest znikome[potrzebny przypis]. Zatem i w tym przypadku selekcja ukierunkowana na promocję jednostek najinteligentniejszych i uzdolnionych nie daje gwarancji rozprzestrzeniania pożądanej cechy w danej społeczności. Jednym z najlepiej znanych przykładów tego typu chybionej eugeniki w praktyce był Repository for Germinal Choice („bank spermy geniuszy”), prowadzony w latach 1980–1999 przez Roberta Klarka Grahama, który dał życie 230 dzieciom. Doron Blake, który był sztandarowym „produktem” Grahama, w 18 lat po urodzeniu przyznał, że posiadanie wysokiego IQ nie uczyniło go w żaden sposób wybitnym[23].
- W świetle współczesnych nauk kognitywistycznych i genetycznych sam korzystny układ genów nie jest gwarancją ukształtowania osobnika pod kątem maksymalnego wykorzystania wrodzonych cech[24], gdyż niebagatelny wpływ na takie ukształtowanie mają tzw. czynniki środowiskowe (ocenia się, iż w zależności od różnych estymacji, geny mają od 50–70% wpływ na poziom tzw. ilorazu inteligencji[25]) – biorąc to pod uwagę niezwykle problematyczne jest ustalenie, które jednostki należy promować, a które eliminować – np. zlikwidowanie potencjalnego geniusza (lub ograniczenie mu możliwości reprodukcji), który z braku wpływu środowiskowego nie rozwinął swojego potencjału i wykazuje w badaniach stosunkowo niski iloraz inteligencji, skutkuje brakiem przekazywania korzystnych genów potomstwu i w ten sposób ogranicza występowanie przyszłych, potencjalnie wartościowych dla społeczeństwa kombinacji genów.